# Kōji Nakata
Kōji Nakata (jap. 中田浩二 Nakata Kōji; ur. 9 lipca 1979 w Ōtsu, w prefekturze Shiga) – piłkarz japoński grający na pozycji lewego lub środkowego obrońcy albo defensywnego pomocnika.

## Kariera klubowa
Nakata ukończył kolejno szkoły Gotogaoka Jr. High i Teikyo High School. Tam też trenował piłkę nożną, w 1998 roku podpisał profesjonalny kontrakt z Kashimą Antlers. 4 kwietnia zadebiutował w J-League w wygranym 6:0 spotkaniu z Kyoto Purple Sanga. Natomiast w sierpniowym spotkaniu z Cerezo Osaka (3:2) strzelił pierwszą bramkę w karierze. W tamtym sezonie po raz pierwszy został mistrzem Japonii. Już w 1999 roku częściej występował w pierwszym składzie, a w 2000 roku został mistrzem kraju. Rok później powtórzył ten sukces (poprawił także dorobek strzelecki – strzelił 8 goli). Zdobył także Puchar Japonii i Puchar J-League. Ten drugi wygrał także w 2002 roku. Przez 7 lat wystąpił w 144 ligowych spotkaniach i strzelił 27 goli.
W styczniu 2005 roku Nakata na zasadzie wolnego transferu przeszedł do francuskiego Olympique Marsylia. W Ligue 1 zadebiutował 6 marca w przegranym 0:2 wyjazdowym meczu z AS Saint-Étienne. W lidze z OM zajął 5. miejsce, ale przez rok rozegrał dla tego klubu tylko 9 spotkań.
Na początku 2006 roku Nakata zmienił barwy klubowe i przeszedł do szwajcarskiego FC Basel. Kosztował 700 tysięcy euro. W Swiss Super League swoje pierwsze spotkanie rozegrał 19 lutego, a klub z Bazylei zremisował w nim 1:1 z FC Schaffhausen. W Basel wywalczył miejsce w wyjściowej jedenastce i zarówno w 2006, jak i 2007 roku wywalczył mistrzostwo Szwajcarii. W tym drugim przypadku zdobył także Puchar Szwajcarii.
W 2008 r. wrócił do Kashimy Antlers.

## Kariera reprezentacyjna
W reprezentacji Japonii Nakata zadebiutował 5 lutego 2000 roku w przegranym 0:1 spotkaniu z Meksykiem. W 2002 roku znalazł się w kadrze Philippe’a Troussiera na Mistrzostwa Świata 2002, których współgospodarzem była Japonia. Tam był podstawowym zawodnikiem drużyny Nipponu i wystąpił we wszystkich meczach: z Belgią (2:2), Rosją (1:0), Tunezją (2:0) i 1/8 finału z Turcją (0:1).
W 2004 roku Nakata wywalczył wraz z kadrą narodową Puchar Azji 2004. W 2006 roku został powołany przez Zico do kadry na Mistrzostwa Świata w Niemczech, jednak wystąpił tylko w przegranym 1:4 meczu z Brazylią.